# Наура
Наура — город на южном побережье Нового Южного Уэльса, юго-восток Австралии. Город расположен в 160 километрах (99 милях) к югу, юго-западу от столицы штата, Сидней (около 120 км или 75 миль по прямой). Согласно переписи 2016 года, население Науры вместе с городом-побратимом, Бомадерри, приблизительно составляло 35 795 человек. Наура также является коммерческим и окружным центром региона Шоулхейвен (Shoalhaven). Геологически город расположен в южной части Сиднейского бассейна.
Наура окружена фермерским сообществом, поддерживающим процветающую молочную промышленность, и государственными лесами. В последнее время Наура стала зоной отдыха для жителей Канберры и Сиднея. Приблизительно в 10 километрах к юго-западу от города расположена военно-морская авиационная база HMAS Albatross.

## История
К югу от ручья Бомадерри регион Наура был заселен племенем Wodi-Wodi народа Yuin, а к северу от ручья до прихода европейцев территория была заселена коренными жителями Dharawal. Примерно в 1824 году бывшая заключенная Мэри Рейби (Mary Reibey) подала заявку на земельный грант в районе Burrier, на южном берегу реки Shoalhaven. Официально городок Наура был признан в 1852 году. Менее чем через 10 лет, в 1861 году, была создана почтовая служба. Также в этом году скаковая лошадь Archer, которую в Науре тренировал Этьен де Местре (Etienne de Mestre) выиграла первый Мельбурнский кубок. К 1885 году Наура был объявлен городом.
Единственной достопримечательностью в Науре является дом Bundanon, который изначально планировался как одноэтажная флюгерная конструкция, построенная приблизительно в 1840 году. В 1866 году перед конструкцией был построен двухэтажный дом из песчаника, сделанный из местной породы камня. Дом из песчаника имеет деревянные веранды, он внесен в реестр национального имущества.

## География
Наура располагается на реке Шолхейвен (Shoalhaven), ранее здесь проходил австралийский национальный чемпионат по вейкбордингу, это место также является популярным для рыбалки. Река отделяет Науру от Бомадерри и Северной Науры, города соединены между собой известным в истории мостом Nowra Bridge. Вода в реке Шолхейвен соленая, хотя сама река не впадает в море. В море река впадает через канал, соединяющий реки Шолхейвен и Крукхейвен (Crookhaven), канал был вырыт заключенными под руководством местного предпринимателя Александра Берри (Alexander Berry).

### Климат
По классификации климатов Кеппена в Науре субтропический океанический климат. Средняя температура воздуха в самый жаркий месяц года достигает значения до 22 градусов по Цельсию (71,6 градуса по Фаренгейту). Наура самый южный город на прибрежной полосе в этой климатической зоне, город стоит изолированным — близлежащие прибрежные города на севере, такие как Вуллонгонг (Wollongong) и Киама (Kiama), имеют океанический климат. Среднее значение самого теплого месяца в этих городах не достигает порога в 22 °C.
| Показатель                       | Янв. | Фев.  | Март  | Апр. | Май  | Июнь  | Июль | Авг. | Сен. | Окт. | Нояб. | Дек. | Год   |
| -------------------------------- | ---- | ----- | ----- | ---- | ---- | ----- | ---- | ---- | ---- | ---- | ----- | ---- | ----- |
| Абсолютный максимум, °C          | 45,4 | 42,8  | 38,6  | 34,6 | 27,4 | 24,1  | 26,0 | 27,5 | 36,3 | 37,1 | 41,4  | 45,6 | 45,6  |
| Средний суточный максимум, °C    | 27,8 | 26,5  | 25,3  | 22,9 | 19,8 | 16,9  | 16,7 | 18,2 | 21,1 | 23,2 | 24,9  | 26,3 | 22,5  |
| Средний суточный минимум, °C     | 16,8 | 16,7  | 15,1  | 12,4 | 9,2  | 7,7   | 6,6  | 6,8  | 8,7  | 10,7 | 13,5  | 15,0 | 11,6  |
| Абсолютный минимум, °C           | 8,6  | 9,5   | 7,2   | 3,7  | 3,0  | 1,3   | −0,5 | −0,9 | 2,4  | 2,7  | 5,7   | 7,4  | −0,9  |
| Норма осадков, мм                | 64,2 | 145,9 | 109,0 | 62,9 | 47,0 | 116,9 | 55,6 | 65,6 | 41,8 | 63,5 | 72,9  | 73,4 | 918,7 |
| Источник: Bureau of Meteorology. |      |       |       |      |      |       |      |      |      |      |       |      |       |

## Население
По данным переписи, проведенной в 2016 году, население Науры и Бомадерри составляло 35 795 человек. Численность населения росла с 2005 года, когда по подсчету она составляла 31 716 человек.
Согласно данным переписи 2006 года 87,9 % населения Науры родилось в Австралии, при этом родиной наибольшей части иммигрантов (7,5 %) являлась северо-западная Европа. 6,1 % от общей численности населения составляют коренные австралийцы. На территории Науры располагается 11 386 домашних хозяйств. В общей сложности насчитывается 8 248 семей, из которых 2 838 содержат двух взрослых детей в возрасте до 15 лет и / или студенческого возраста, находящихся на иждивении родителей.
По данным переписи 2016 года население пригорода Науры составляло 9 193 человека.

## Экономика
В городе есть современная начальная школа, ратуша (построена в 1948 году), большая территория для пенсионеров и объекты индустрии туризма. основной приток туристов приходится в основном на летние месяцы, когда а основном жители Сиднея и Канберры стекаются на пляжи, чтобы насладиться плаванием, серфингом и рыбалкой, а также приятно провести время в ресторанах и кафе, прогуляться по магазинам и бутикам.
На территории города находятся 2 винодельни, производящие отмеченные наградами вина.

## Образование
В Науре есть 3 общественных средних школы: средняя школа Nowra, средняя школа Shoalhaven и средняя школа Bomaderry. Есть также несколько негосударственных школ, которые являются конфессиональными: христианская школа К-12, расположенная в Южном Науре; англиканский колледж К-12 в Бомадерри, он же англиканский колледж Nowra и католическая средняя школа Святого Иоанна Евангелиста на окраине города.
Католическая средняя школа связана с католической начальной школой Святого Михаила, расположенной также в Науре. Помимо этого есть семь государственных начальных школ, расположенных в разных частях Науры и в Бомадерри. В Науре расположен кампус университета Вуллонгонга, а в Бомадерри кампус университета TAFE NSW Illawarra.

## Здравоохранение
В Науре располагаются две больницы: районная мемориальная больница Шоалхейвена, онкологический центр, и частная больница Nowra.

## Спорт
Все четыре вида футбола в Австралии популярны в Науре.

## Примечание
1. ↑  http://quickstats.censusdata.abs.gov.au/census_services/getproduct/census/2016/quickstat/SSC13028
2. ↑  Nowra — Австралийское бюро статистики.
3. ↑  GIF map. dpi.nsw.gov.au. Дата обращения: 2 сентября 2019. Архивировано 17 сентября 2011 года.
4. 1 2  Nowra-Bomaderry. https://web.archive.org. NSW Police Regions and History (6 марта 2011). Дата обращения: 2 сентября 2019. Архивировано из оригинала 6 марта 2011 года.
5. ↑  The Heritage of Australia. — Macmillan Company, 1981. — С. 2. — 162 с.
6. ↑  Stern, H., de Hoedt, G. и Ernst, J. Objective Classification of Australian Climates // Bureau of Meteorology,Melbourne. — 2000.
7. ↑  Climate statistics for Australian locations. Дата обращения: 8 апреля 2020. Архивировано 9 августа 2020 года.
8. ↑  "3218.0 – Regional Population Growth, Australia, 2014-15: Population Estimates by Significant Urban Area, 2005 to 2015". www.abs.gov.au. Australian Bureau of Statistics (30 июня 2015). Дата обращения: 6 сентября 2019. Архивировано 23 июля 2019 года.
9. ↑  National Regional Profile : Nowra-Bomaderry (Statistical Subdivision). Abs.gov.au (2 января 2016). Дата обращения: 6 сентября 2019. Архивировано 5 марта 2016 года.
10. ↑  "Nowra". Geographical Names Register (GNR) of NSW. Geographical Names Board of New South Wales (15 августа 2017). Дата обращения: 6 сентября 2019. Архивировано 6 сентября 2019 года.
11. ↑  "Nowra". OpenStreetMap (15 августа 2017). Дата обращения: 6 сентября 2019. Архивировано 13 июля 2021 года.
12. ↑  Australian Bureau of Statistics  "Nowra". 2016 Census QuickStats (5 августа 2017). Дата обращения: 6 сентября 2019. Архивировано 7 апреля 2018 года.
13. ↑  "Nowra Hill Vineyard". Halliday. (12 октября 2016). Дата обращения: 6 сентября 2019. Архивировано 6 сентября 2019 года.